# Danmarks Nationalsocialistiske Arbejderparti

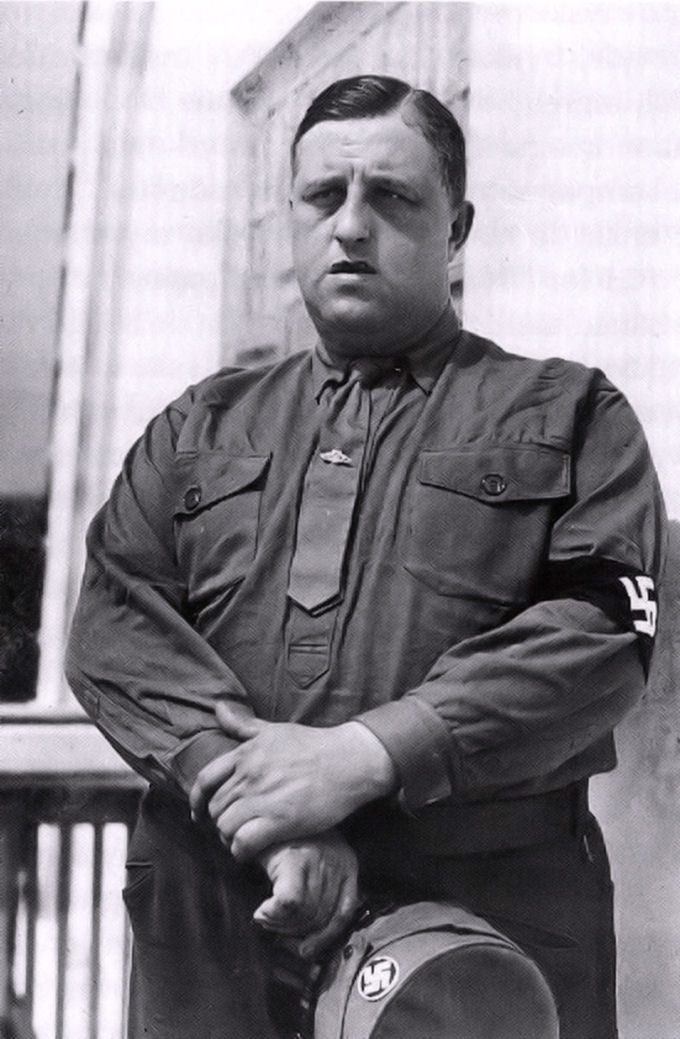
Fritz Clausen, DNSAP:s partiledare 1933-1943

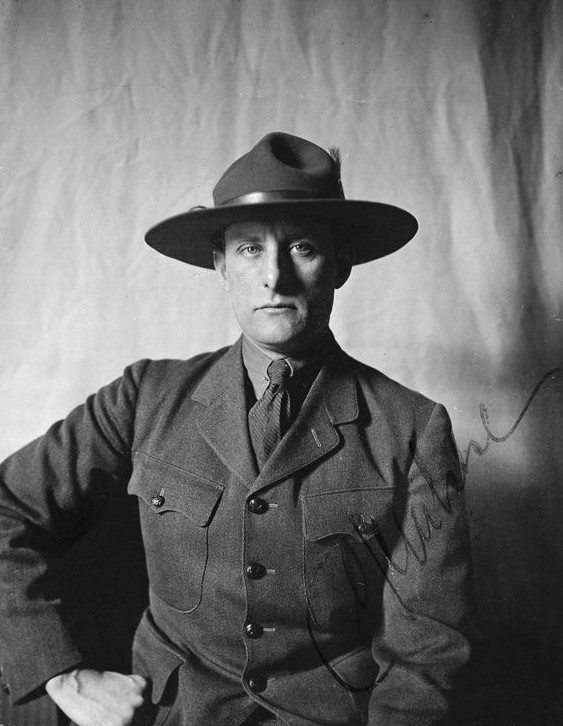
Cay Lembcke, DNSAP:s partiledare 1930-1933

Danmarks national-socialistiske arbejderparti var ett nazistiskt politiskt parti i Danmark mellan 1930 och 1945. Det var inspirerat av Nationalsocialistiska tyska arbetarepartiet (NSDAP). Efter att nazisterna ockuperat Danmark strävade partiet att få en position liknande Nasjonal Samling i Norge. Tyskarna kom dock att samarbeta med den existerande regeringen.
Partiets partiledare var mellan 1933 och 1943 Fritz Clausen. En känd medlem av partiet var författaren och journalisten Olga Eggers.